# Prix littéraire de la Vocation
Der Prix littéraire de la Vocation wurde 1976 von der Stiftung Fondation de la vocation geschaffen, um jungen französischsprachigen Romanciers im Alter von 18 bis 30 Jahren den beruflichen Start als Schriftsteller zu erleichtern.
Er wurde jährlich im Juni auf den Terrassen des „Drugstore Publicis Champs-Elysée“ überreicht und war dotiert mit 50.000 Francs. Heute erhält man 7700 Euro Preisgeld. Die Adresse der Fondation Marcel Bleustein-Blanchet pour la Vocation lautet: 104 rue de Rennes, 75006 Paris.
Nach dem Reglement hat der Verlag des Autors ein Exemplar des im Vorjahr neu erschienenen Werks zwischen Januar und Ende April einzureichen. Es muss Französisch im Original sein, Übersetzungen werden nicht akzeptiert. Eine Jury wählt dann aus. Die Hälfte des Preisgelds bekommt der Sieger im Juni, die andere Hälfte im Dezember.

## Preisträger
- 1976: für Les Régions Céréalières, von Jean-Marc Lovay, éditions Gallimard (Bourse Del Duca)
- 1977: für Une fille pour l’hiver, von Alain Le Blanc, éditions Flammarion
- 1978: für Tristes banlieues von Walter Prevost, Éditions Bernard Grasset
- 1981: für Saad von Alain Blottière, Gallimard
- 1982: für Loin d’Aswerda von Jean-Marie Laclavetine, Gallimard
- 1984: für Poisson d’amour von Didier van Cauwelaert, Seuil
- 1985: für Bravoure von Emmanuel Carrère, POL
- 1986: für La Salle de bain von Jean-Philippe Toussaint, Éditions de Minuit
- 1989: für Duo Forte von Eric Holder, Grasset
- 1992: für Le Lycée des Artistes von Jean-Marc Parisis, Grasset
- 1993: für Le Sabotage amoureux von Amélie Nothomb, éditions Albin Michel
- 1995: für Absinthe von Christophe Bataille, Arléa
- 1996: für Les Funambules von Antoine Bello, Gallimard
- 1997: für Le Grenadier von Dominique Mainard, Gallimard
- 1998: für Porte de la Paix Céleste  (dt.: Himmelstänzerin, 2006) von Shan Sa, éditions du Rocher
- 2000: für Sauvageons von Benjamin Berton,[1] Gallimard
- 2001: für Le Chien d’Ulysse (dt.: Der Hund des Odysseus, 2003) von Salim Bachi, Lenos Verlag[4]
- 2002: für L’Absolue Perfection du crime von Tanguy Viel, éditions de Minuit
- 2004: für Génération spontanée von Christophe Ono-Dit-Biot, Plon
- 2005: für L’angoisse de la première phrase von Bernard Quiriny, Phébus
- 2006: für Un baiser à la russe von Gaspard Koenig, Grasset
- 2007: für Supplément au roman national von Jean-Eric Boulin, éditions Stock[2]
- 2008: für Jeune Professionnel von Guillaume Noyelle
- 2009: für Chute libre von Emilie de Turckheim, éditions du Rocher
- 2011: für ex æquo Chute libre von Kaouther Adimi, éditions Actes Sud und Requiem pour Lola rouge, von Pierre Ducrozet, éditions Grasset
- 2012: für La vérité sur l’affaire Harry Quebert von Joël Dicker, éditions de Fallois
- 2013: für Tu montreras ma tête au peuple von François-Henri Désérable, éditions Gallimard
- 2014: für Constellation von Adrien Bosc, éditions Stock
- 2015: für Le Voyage d'Octavio von Miguel Bonnefoy, éditions Rivages
- 2016: für L'Éveil von Line Papin, éditions Stock
- 2017: für L’Été des charognes von Simon Johannin, éditions Allia, und Mise en pièces von Nina Leger, Gallimard
- 2018: für Nage libre von Boris Bergmann, Éd. Calmann-Lévy
- 2019: für La Chaleur von Victor Jestin, Flammarion
- 2020: für Le Premier qui tombera von Salomé Berlemont-Gilles, Éd. Grasset